# Sh2-219
Sh2-219 est une petite région HII visible dans la constellation du Cocher.
Elle est située dans la partie nord-ouest de la constellation, à la frontière de Persée et à environ 3,5° ouest-nord-ouest de Capella, la sixième étoile la plus brillante du ciel. Elle est détectable avec un puissant télescope amateur, bien qu'elle paraisse très petite, et peut être capturée sur des photos à longue exposition. Sa déclinaison est modérément septentrionale, de sorte qu'elle peut être observée principalement depuis l'hémisphère nord, où elle est circumpolaire jusqu'aux latitudes tempérées moyennes. Depuis l'hémisphère sud, en revanche, sa visibilité est limitée aux régions tropicales et aux régions tempérées inférieures. La période la plus favorable à son observation dans le ciel du soir s'étend d'octobre à avril.
La région, dont la masse est estimée à 2000 M☉, est située à environ 4200 parsecs (13700 années-lumière) du système solaire, dans la partie la plus éloignée et la plus extérieure du bras de Persée. Le principal responsable de l'ionisation du gaz est la naine bleue LSV+47 24, de classe spectrale O9.5V, suivie de l'étoile de séquence principale LSV+47 22, de classe B0V, située au centre de la nébuleuse. Elles sont rejointes par une troisième étoile de classe B5V, responsable de la création d'une petite protubérance sur le côté sud-ouest. Des phénomènes de photolyse ont lieu dans la région, observés lors d'une étude des régions d'hydrogène atomique neutre. L'âge de la nébuleuse est très jeune, un peu plus de 100 000 ans, et en son sein, du côté sud-ouest, un très jeune amas ouvert est connu pour être profondément immergé dans le gaz.